# Hričovské Podhradie
Hričovské Podhradie (ungarisch Ricsóváralja – bis 1907 Hricsóváralja) ist eine Gemeinde im Norden der Slowakei mit 343 Einwohnern (Stand 31. Dezember 2024) im Okres Žilina, einem Kreis des Žilinský kraj.

## Geographie
Die Gemeinde befindet sich am Rande des Gebirges Súľovské vrchy an dessen Übergang in die Tallandschaft Považské podolie. Durch den Ort fließt der Bach Závadský potok, ein linker Zufluss der Waag. Das Ortszentrum liegt auf einer Höhe von 325 m n.m. und ist sechs Kilometer von Bytča sowie 14 Kilometer von Žilina entfernt.

## Geschichte

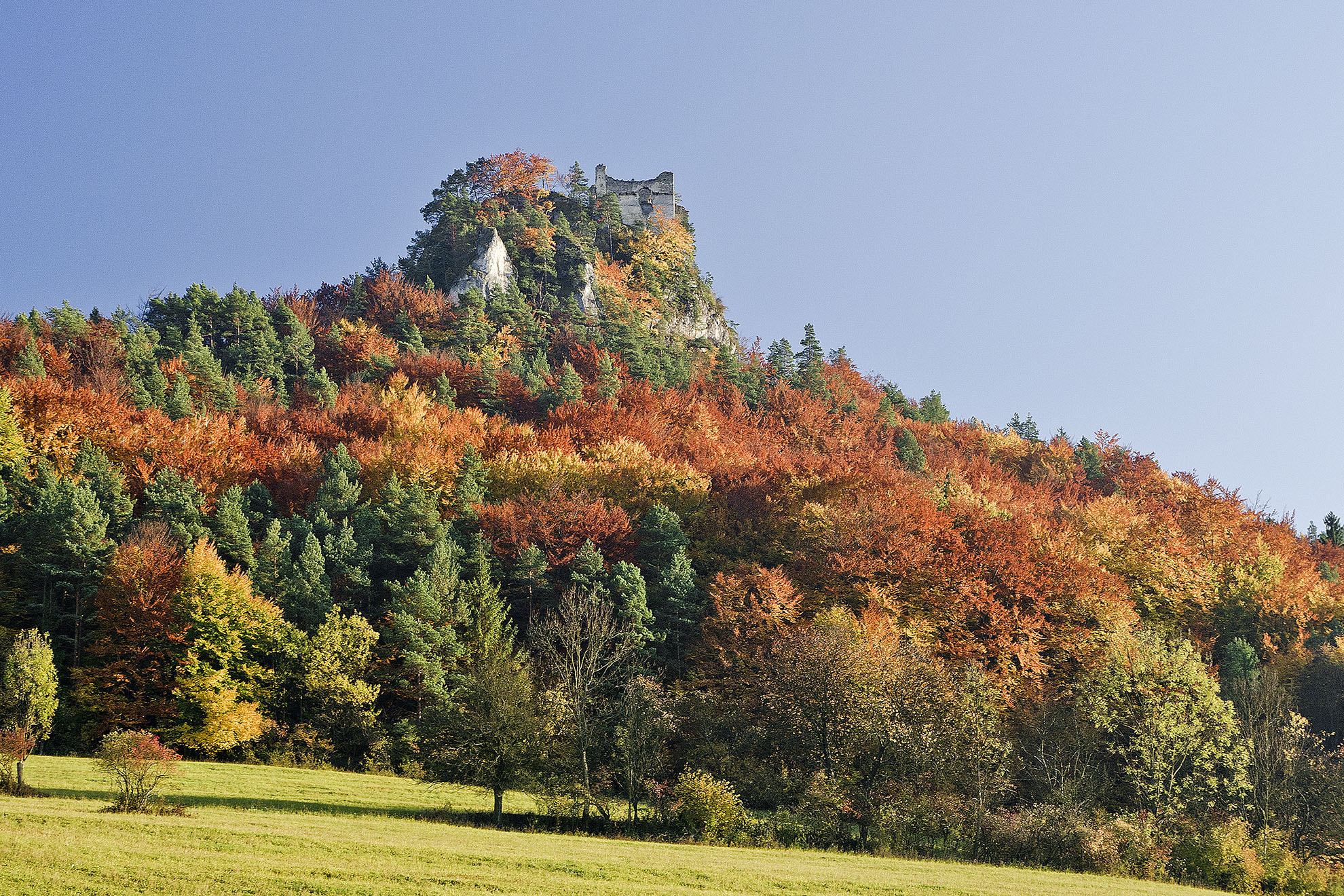
Burgruine Hričov

Die frühe Geschichte des Ortes ist mit der Burg Hričov verbunden; ein Ort wurde 1265 als Hrichou schriftlich erwähnt, doch das heutige Dorf erscheint erst 1469 als Waralya und gehörte zum kleinen Herrschaftsgut der namensgebenden Burg. Nach der Verwüstung der Burg im 16. Jahrhundert kam das Dorf zum Herrschaftsgut von Bytča, das hier einen Meier betrieb. 1770 gab es zwei Wassermühlen, 1828 zählte man 29 Häuser und 256 Einwohner, die überwiegend in Land- und Forstwirtschaft beschäftigt waren. Im 19. Jahrhundert gab es einen Kalksteinbruch.
Bis 1918 gehörte der im Komitat Trentschin liegende Ort zum Königreich Ungarn und kam danach zur Tschechoslowakei beziehungsweise heute Slowakei.

## Bevölkerung
| Jahr                | 1994 | 2004    | 2014    | 2024    |
| ------------------- | ---- | ------- | ------- | ------- |
| Anzahl der Personen | 349  | 379     | 364     | 343     |
| Unterschied         |      | +8,59 % | −3,95 % | −5,76 % |

| Jahr                | 2023 | 2024 |
| ------------------- | ---- | ---- |
| Anzahl der Personen | 343  | 343  |
| Unterschied         |      | +0 % |

Gemäß der Volkszählung 2011 wohnten in Hričovské Podhradie 372 Einwohner, davon 366 Slowaken und je ein Mährer und Tscheche. Vier Einwohner machten keine Angabe. 348 Einwohner gehörten zur römisch-katholischen Kirche und je ein Einwohner zur evangelischen Kirche A. B., evangelisch-methodistischen Kirche und zur griechisch-katholischen Kirche. Sechs Einwohner waren konfessionslos und bei 15 Einwohnern ist die Konfession nicht ermittelt.
Ergebnisse nach der Volkszählung 2001 (386 Einwohner):
| Nach Ethnie: - 99,22 % Slowaken - 0,26 % Mährer - 0,26 % Russinen - 0,26 % Tschechen | Nach Konfession: - 97,67 % römisch-katholisch - 1,30 % keine Angabe - 0,52 % evangelisch - 0,26 % griechisch-katholisch - 0,26 % konfessionslos |

## Sehenswürdigkeiten
- Ruinen der gotischen Burg Hričov

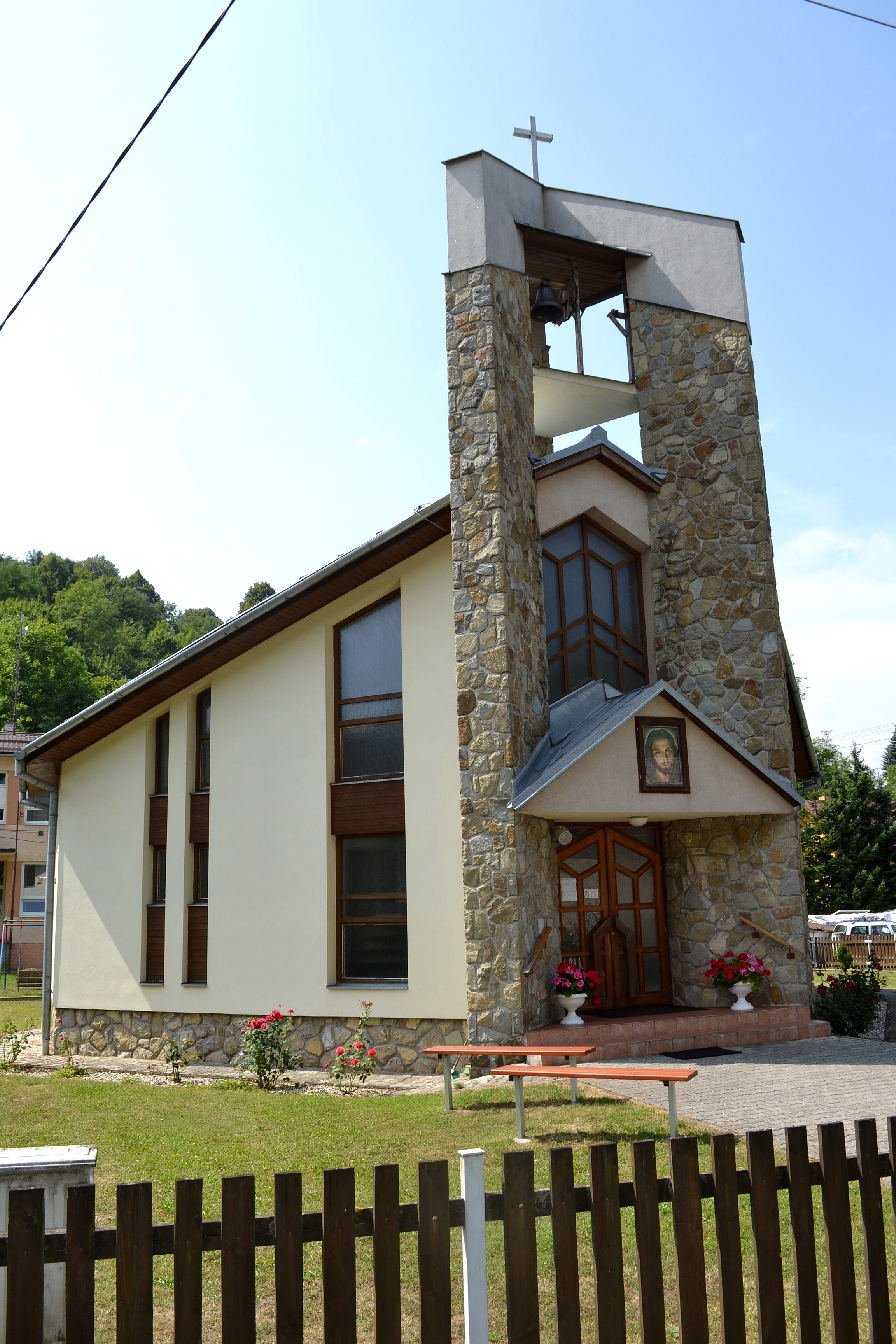
Kirche in Hričovské Podhradie

- Naturdenkmal Hričovská skalná ihla (wörtlich Felsnadel von Hričov)
- Naturdenkmal Hričovské rífy (wörtlich Riffe von Hričov)

## Söhne und Töchter der Stadt
- Ladislav Haas (1904–1986), Psychoanalytiker[6]